# Caspar Phillipson
Pour les articles homonymes, voir Phillipson.
Caspar Phillipson est un acteur danois né le 13 janvier 1971.
Connu principalement au Danemark pour ses rôles théâtraux dans les comédies musicales Les Misérables, West Side Story ou Un chant de Noël, il est surtout célèbre pour sa ressemblance avec l'ancien président américain John Fitzgerald Kennedy, et pour avoir interprété son rôle à quare reprises dans les films Jackie (2016), Blonde (2022), Menace au sommet (2023) et Maria (2024).

## Biographie
Caspar Phillipson est né dans une famille d'intellectuels. En effet, son père Robert Phillipson est un professeur et chercheur anglais, et sa belle-mère Tove Skutnabb-Kangas est une chercheuse indépendante finlandaise internationalement reconnue. Il est diplômé de l'école d'Art Dramatique de l'Aarhus Teater en 1995 et a été affilié au théâtre pendant 6 ans.
En 2016, sa ressemblance physique frappante avec l'ancien président des États-Unis, John Fitzgerald Kennedy, lui vaut d'interpréter le rôle de ce personnage historique à trois reprises, dans les films Jackie de Pablo Larraín en 2018, Blonde d'Andrew Dominik en 2022, et Maria, à nouveau de Pablo Larraín en 2024.

## Filmographie
- 2013 : Antboy de Ask Hasselbalch : M. Sommersted
- 2016 : Jackie de Pablo Larraín : John Fitzgerald Kennedy
- 2018 : Mission impossible : Fallout (Mission: impossible - Fallout) de Christopher McQuarrie : l'Européen
- 2022 : Blonde d'Andrew Dominik : John Fitzgerald Kennedy alias le président
- 2022 : L'Orchestre : Simon, première clarinette[1]
- 2022-2023 : Carmen Curlers (série télévisée)
- 2024 : Maria de Pablo Larraín : John Fitzgerald Kennedy